# Freak of Nature
Freak of Nature är den amerikanska popsångerskan Anastacias andra studioalbum, utgivet den 26 november 2001. Albumet har sålts i mer än 7 miljoner exemplar.

## Låtförteckning
1. Freak of Nature
2. Paid My Dues
3. Overdue Goodbye
4. You'll Never Be Alone
5. One Day in You Life
6. How Come the World Won't Stop
7. Why'd You Lie to Me?
8. Don'tcha Wanna
9. Secrets
10. Don't Stop (Doin' It)
11. I Dreamed You
12. Overdue Goodbye (reprise)